# Bachó
Bachó ima več pomenov.

## Osebnosti
Priimek več osebnosti:
- István Bachó (1858 – 1915), madžarski skladatelj in dirigent (hu:Bachó István | Zbirka:István Bachó)
- Jožef Bachó (1769 – 1854), slovenski tiskar madžarskega rodu